# Peloribates robustus
Peloribates robustus är en kvalsterart som beskrevs av Grishina 1981. Peloribates robustus ingår i släktet Peloribates och familjen Haplozetidae. Inga underarter finns listade i Catalogue of Life.